# آگوست ژرار
آگوست ژرار (به فرانسوی: Auguste Gérard) نویسنده و دیپلمات قرن نوزدهم میلادی اهل فرانسه بود.